# Geraldine James
Geraldine James née le 6 juillet 1950 à Maidenhead, Angleterre, est une actrice britannique.

## Biographie
Geraldine James née le 6 juillet 1950 à Maidenhead, Angleterre.

### Vie privée
Elle est mariée à Joseph Blatchley depuis 1986. Ils ont une fille, Ellie Blatchley, née en 1985.

## Carrière
Geraldine James reçoit la Coupe Volpi de la meilleure interprétation féminine lors de la Mostra de Venise 1989 pour She's Been Away de Peter Hall.
En 2020, sa voix est enregistrée pour la pièce "All the Works of Nature which Andorn the World" du groupe de métal symphonique Nightwish. Le morceau est composé par Tuomas Holopainen.

## Filmographie

### Cinéma

#### Longs métrages
- 1980 : Sweet William de Claude Whatham : Pamela
- 1982 : Gandhi de Richard Attenborough : Mirabehn
- 1989 : The Tall Guy de Mel Smith : Carmen
- 1989 : She's Been Away de Peter Hall : Harriet Ambrose
- 1989 : The Wolves of Willoughby Chase de Stuart Orme : Gertrude Brisket
- 1991 : Espion junior (Teen Agent) de William Dear : Vendetta Galante
- 1991 : Beltenebros de Pilar Miró : Rebeca Osorio
- 1992 : The Bridge de Syd Macartney : Mme Todd
- 1993 : No Worries de David Elfick : Anne O'Dwyer
- 1994 : Words Upon the Window Pane de Mary McGuckian : Madame Henderson
- 1996 : Moll Flanders, ou les mémoires d'une courtisane  (Moll Flanders) de Pen Densham : Edna
- 1997 : L'Homme qui en savait trop... peu (The Man Who Knew Too Little) de Jon Amiel : Dr Ludmilla Kropotkin
- 2000 : La Défense Loujine (The Luzhin Defence) de Marleen Gorris : Vera
- 2000 : Petits miracles (The Testimony of Taliesin Jones) de Martin Duffy : La mère de Tal
- 2001 : Premier Amour (All Forgotten) de Reverge Anselmo : Mère
- 2002 : Tom et Thomas (Tom en Thomas) d'Esmé Lammers : Miss Tromp
- 2003 : Calendar Girls de Nigel Cole : Marie
- 2004 : The Fever de Carlo Nero : Ranevskaya
- 2009 : Sherlock Holmes de Guy Ritchie : Mrs Hudson
- 2010 : Alice au pays des merveilles (Alice in Wonderland) de Tim Burton : Lady Ascot
- 2010 : We Want Sex Equality (Made in Dagenham) de Nigel Cole : Connie
- 2011 : Arthur, un amour de milliardaire (Arthur) de Jason Winer : Vivienne Bach
- 2011 : Sherlock Holmes : Jeu d'ombres (Sherlock Holmes: A Game of Shadows) de Guy Ritchie : Mrs Hudson
- 2011 : Millénium : Les Hommes qui n'aimaient pas les femmes The Girl with the Dragon Tattoo) de David Fincher : Cecilia Vanger
- 2013 : Diana d'Oliver Hirschbiegel : Oonagh Shanley-Toffolo
- 2014 : Robots Supremacy (Robot Overlords) de Jon Wright : Monique
- 2015 : 45 ans (45 Years) d'Andrew Haigh : Lena
- 2016 : Rogue One: A Star Wars Story de Gareth Edwards : Blue Three
- 2016 : Alice de l'autre côté du miroir (Alice Through the Looking Glass) de James Bobin : Lady Ascot
- 2017 : Megan Leavey de Gabriela Cowperthwaite : Dr Turbeville
- 2017 : Jersey Affair de Michael Pearce : Hilary Huntington
- 2017 : Daphné (Daphne) de Peter Mackie Burns : Rita
- 2019 : Downton Abbey : Mary de Teck
- 2021 : Benediction de Terence Davies : La mère

#### Courts métrages
- 1979 : The Dumb Waiter de Robert Bierman : Sally
- 1989 : Storm d'Alan Griffin : La mère
- 2013 : Dr. Easyde Jason Groves, Chris Harding, Richard Kenworthy et Shynola : Dr Easy (voix)

### Télévision

#### Séries télévisées
- 1976 : Regan : Shirley Glass
- 1978 : Crown Court : Julie Gilmour
- 1979 : Play for Today : Miss Hunt
- 1979 : Love Among the Artists : Mary Sutherland
- 1979 : Shoestring : Mary Philips
- 1981 : The History Man: Barbara Kirk
- 1982 : I Remember Nelson : Lady Emma Hamilton
- 1984 : Le Joyau de la couronne (The Jewel in the Crown) : Sarah Layton
- 1985 : Blott on the Landscape: Lady Maud Lynchwood
- 1988 : Echoes : Angela O'Hara
- 1991 : Inspecteur Morse (Inspector Morse) : Helen Field
- 1991 : Stanley and the Women : Dr Trish Collings
- 1991 - 1992 / 1994 : Screen One : Alice / Mme Dewey / Sarah Williams
- 1992 : Performance : Kristine Linde
- 1994 : In Suspicious Circumstances : Dr Irene Gayus
- 1995 - 1996 : Band of Gold : Rose Garrity
- 1995 - 1996/ 1998 - 1999 : Kavanagh (Kavanagh Q.C.) : Eleanor Harker
- 1997 : Rebecca : Beatrice
- 1997 : Drovers' Gold : Ruth Jones
- 1997 : Gold : Rose Garrity
- 1998 : Seesaw : Val Price
- 2000 : The Sins : Gloria Green
- 2002 : White Teeth : Joyce Malfen
- 2003 : Jeux de pouvoir (State of Play) : Yvonne Shaps
- 2004 : Hex : La Malédiction (Hex) : Lilith Hughes
- 2004 : Little Britain : Celia Pincher
- 2004 : He Knew He Was Right : Lady Rowley
- 2005 : Hercule Poirot (Agatha Christie's Poirot) : Helen Abernethie
- 2006 : Ancient Rome: The Rise and Fall of an Empire : Cornelia
- 2006 : The Amazing Mrs Pritchard : Hilary Rees-Benson
- 2006 : Jane Hall : Lorraine Hall
- 2007 : The Time of Your Life (en) : Eileen
- 2008 : The Last Enemy : Barbara Turney
- 2008 : Little Britain USA : Celia Pincher
- 2008 : Fairy Tales : Madame Brooke
- 2008 : City of Vice : Nell
- 2011 : Inspecteur Barnaby (Midsomer Murders) : Miranda Bedford
- 2012 : Playhouse Presents : Liz / Lydia
- 2012 : 13 Steps Down : Gwendolen Chawcer
- 2013 - 2014 : Utopia : Milner
- 2015 : Black Work : Carolyn Jarecki
- 2016 : The Five : Julie Wells
- 2017 : Uncle : Jane
- 2017 - 2019 : Anne with an E : Marilla Cuthbert
- 2019 - 2021 : Back to Life : Caroline
- 2020 - 2021 : The Beast Must Die : Joy
- 2023 : Silo : Maire Ruth Jahns

#### Téléfilms
- 1977 : Dummy de Franc Roddam : Sandra
- 1980 : Bloody Kids de Stephen Frears : La femme de Ritchie
- 1985 : Time and the Conways de Mike Vardy : Madge Conway
- 1988 : Un jour, un mur (Freedom Fighter) de Desmond Davis : Krista Donner
- 1996 : Over Herede Tony Dow : Lady Billingham
- 2002 : Le Chien des Baskerville (The Hound of the Baskervilles) de David Attwood : Mme Mortimer
- 2002 : Crime and Punishment de Julian Jarrold : Pulcheria
- 2002 : Un ange pour May (An Angel for May) d'Harley Cokeliss : Susan Higgins
- 2003 : Hearts of Gold de Richard Laxton : Elizabeth Powell
- 2003 : Hans Christian Andersen: My Life as a Fairy Tale de Philip Saville : La mère d'Hans
- 2006 : A Harlot's Progress de Justin Hardy : Mère Needham
- 2007 : Northanger Abbey de Jon Jones : Jane Austen
- 2008 : Phoo Action d'Euros Lyn : Dr Evelyne Conan-Bell
- 2008 : Heist de Justin Hardy : Joanna

## Voix françaises
| - Martine Irzenski dans : - Inspecteur Morse (série télévisée) - We Want Sex Equality - Inspecteur Barnaby (série télévisée) - Jersey Affair - Sylvie Genty (*1951 - 2022) dans : - Millénium : Les Hommes qui n'aimaient pas les femmes - The Five (mini-série) | Et aussi - Sylvie Moreau dans Gandhi - Michèle Lituac dans L'Homme qui en savait trop... peu - Jocelyne Darche dans Rebecca (mini-série) - Anne Deleuze dans Le Chien des Baskerville (téléfilm) - Frédérique Cantrel dans Calendar Girls - Danièle Orth dans Jeux de pouvoir (mini-série) - Blanche Ravalec dans Northanger Abbey (téléfilm) - Évelyne Grandjean dans Little Britain USA (série télévisée) - Catherine Davenier dans Sherlock Holmes - Isabelle Mangini dans Diana - Manuela Servais dans Utopia (série télévisée) - Anne Loiret dans 45 ans - Béatrice Delfe dans Black Work (en) (mini-série) - Julie Quesnay dans Rogue One: A Star Wars Story - Fabienne Loriaux dans Anne with an E (série télévisée) - Hélène Arié dans Downton Abbey - Céline Duhamel dans The Beast Must Die (en) (série télévisée) - Frédérique Tirmont dans Silo (série télévisée) |